# Kleinseite

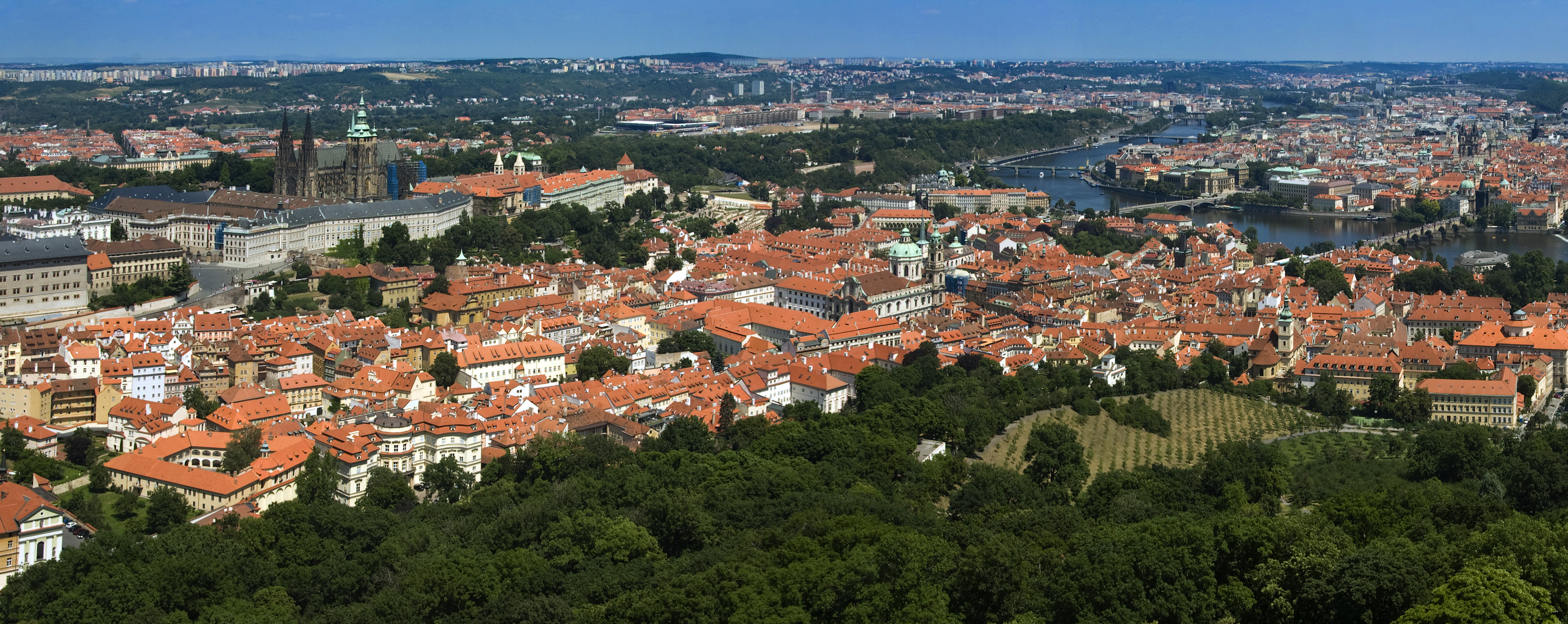
Panorama vom Petřín, die Kleinseite liegt westlich der Moldau und unter der Prager Burg

Die Kleinseite (tschechisch: Malá Strana) ist ein Stadtteil im Zentrum der tschechischen Hauptstadt Prag. Sie liegt am westlichen (= linken) Moldauufer zwischen der Prager Burg und der Altstadt am rechten Ufer, mit welcher sie die Karlsbrücke verbindet. Zentraler Platz ist der Kleinseitner Ring (tschechisch: Malostranské náměstí).
Die Kleinseite war von 1257 bis 1784 eine rechtlich eigenständige Stadt unterhalb der Burg. Nach zwei verheerenden Bränden wurde sie die Stadt der Reichen und des Adels, wovon prunkvolle Paläste und Kirchen bis heute zeugen.

## Geschichte

### Besiedlung im frühen und hohen Mittelalter

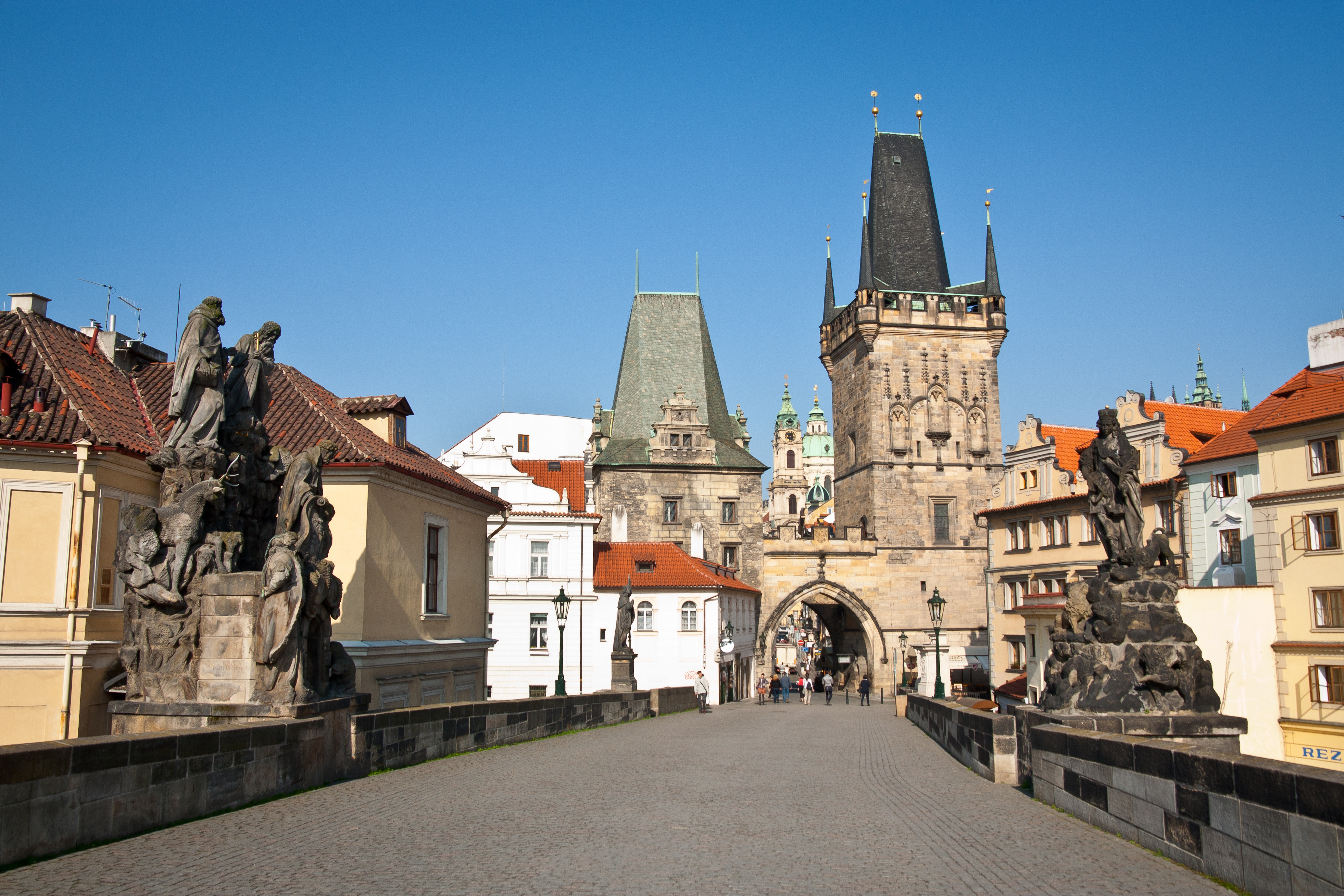
„Eingang“ zur Kleinseite über die Karlsbrücke

Wohl bereits mit der Gründung der Prager Burg bildete sich unterhalb ein Suburbium, eine Vorburg, die in der ersten Hälfte oder in der Mitte des 9. Jahrhunderts durch eine Holz-Erde-Konstruktion und einen Graben befestigt wurde. Vor wenigen Jahren konnte in der heutigen Brückengasse (Mostecká ul.) das 23 m breite Fragment einer über lange Zeit genutzten Baustruktur ausgegraben werden, die wahrscheinlich mit dem Fernhandel im Zusammenhang stand. Offenbar handelt es sich um die mehrfach reparierte und befestigte Unterlage eines öffentlichen Platzes oder einer Straße, die auf eine nördlich der heutigen Karlsbrücke liegende Holzbrücke ausgerichtet war. Aus einer jüngeren Phase der Rahmen- oder Kammerkonstruktion stammen sekundär verwendete Tannenhölzer, die nach dendrochronologischer Analyse 828, 830 und 843 gefällt worden sind und vermutlich von der Erstanlage stammen. Die Konstruktion wurde 894 zum zweiten, 927 zum vierten und 942 zum fünften Mal repariert.
In den 960er Jahren besuchte der jüdisch-arabische Kaufmann Ibrahim ibn Jaqub dieses Zentrum des internationalen Handels, das nun schon über ein Jahrhundert auf der Kleinseite bestand. Bereits vor dieser Zeit war es zu einer wichtigen Station an der transkontinentalen Verkehrsader geworden, die aus dem Wolgagebiet nach Córdoba führte und die islamische Welt vor allem mit großen Mengen an Sklaven versorgte.

### Gründung der Kleinseite als Stadt

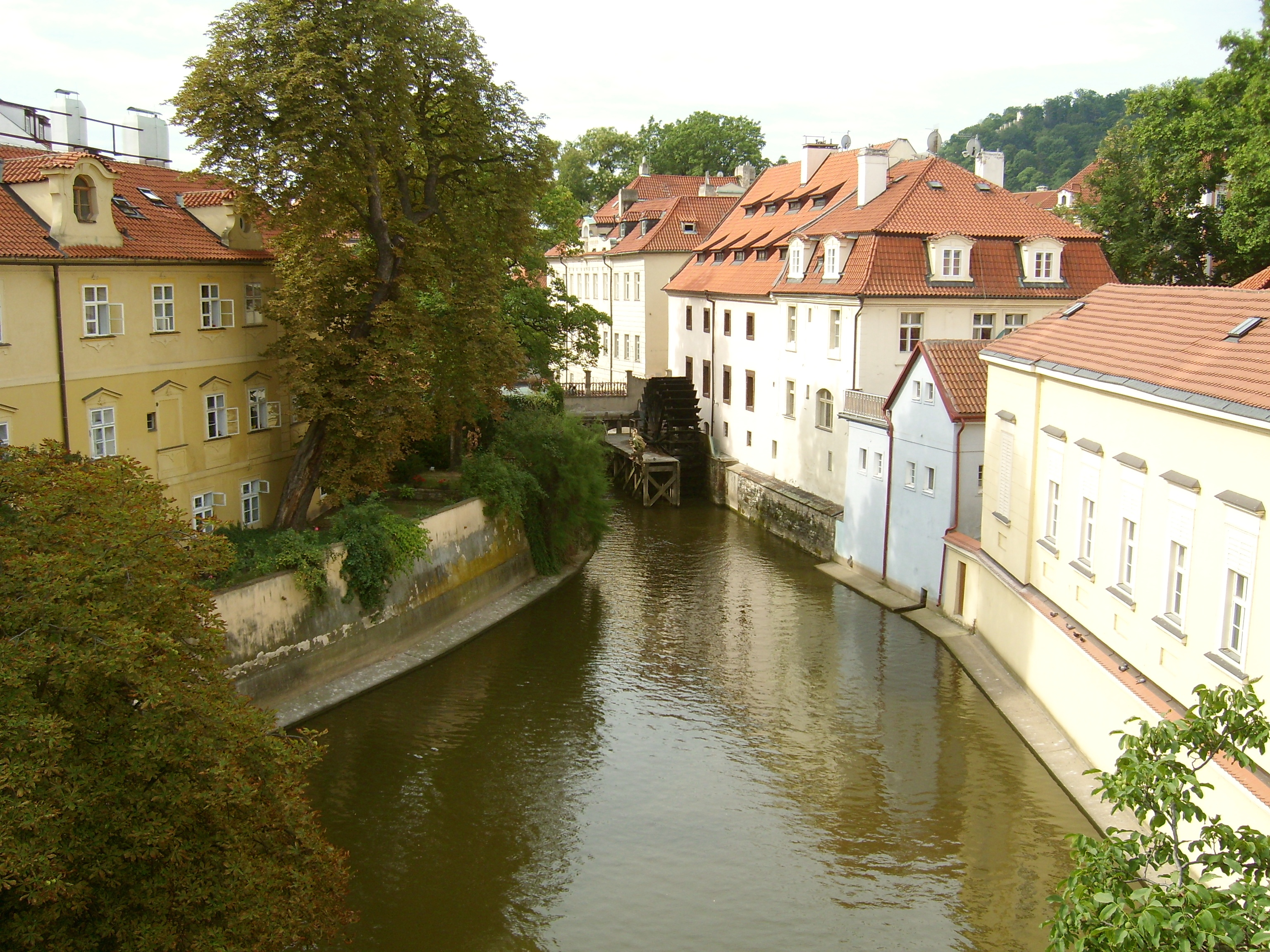
Čertovka mit Mühle von der Karlsbrücke, links die Insel Kampa

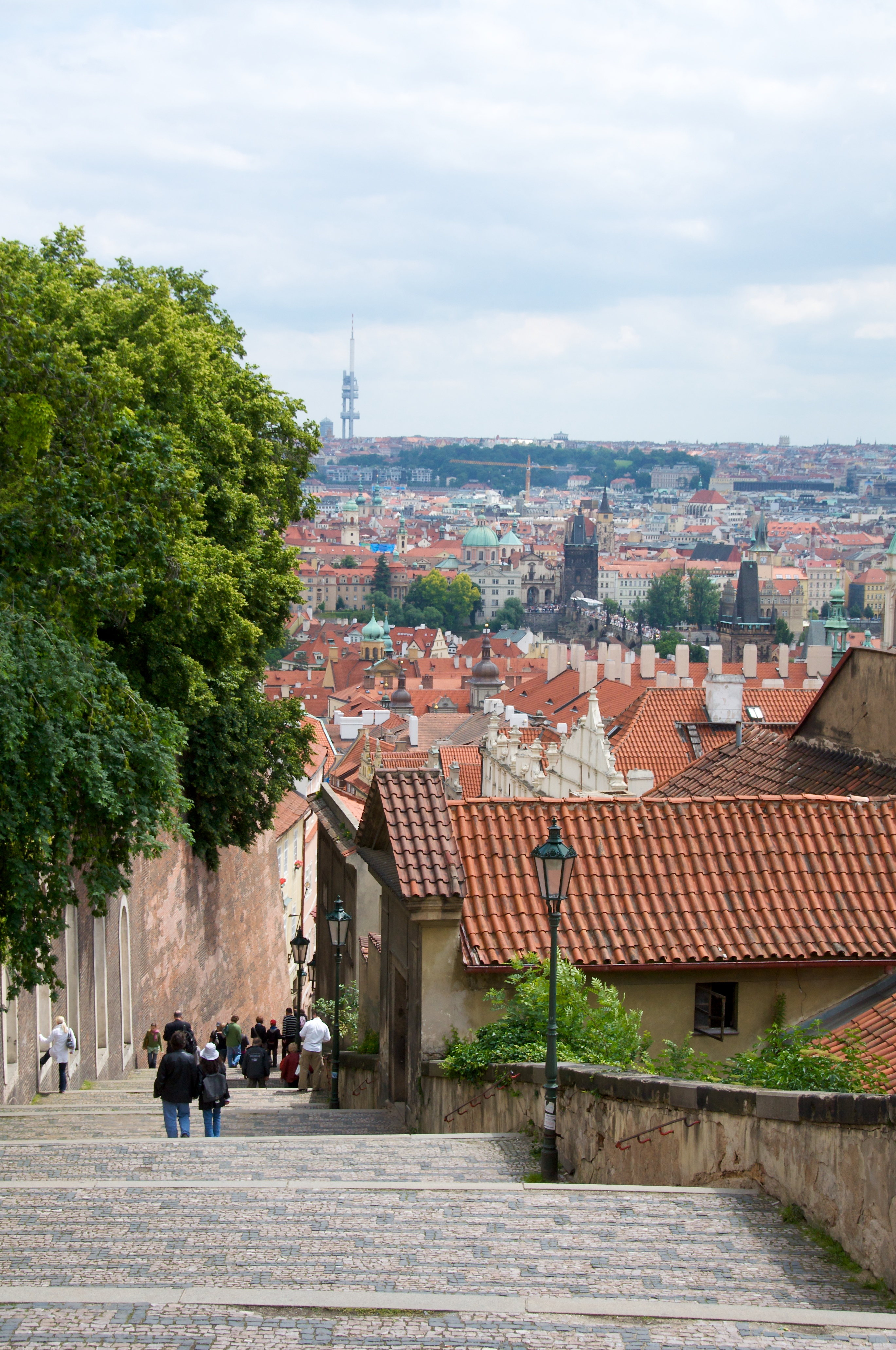
„Neue“ Schlossstiege zur Prager Burg

König Přemysl Ottokar II. vertrieb die ansässige Bevölkerung, siedelte 1257 norddeutsche Kolonisten an und schuf mit Hilfe des königlichen Lokators Pitrolf die (erste) Neustadt (Nova civitas sub castro Pragensi), die er mit Magdeburger Stadtrecht versah. Schon im 14. Jahrhundert wurde die Stadt Civitas Minor Pragensis genannt, der Name Kleinseite (Malá Strana) hat sich bis heute bewahrt. 1283 entstand in der Mitte des Platzes der gotische Vorgänger der heutigen St. Nikolaus-Kirche, wodurch sich eine Zweiteilung des Marktes ergab.

### Ausbau in der zweiten Hälfte des 14. Jahrhunderts
Während der Regierungszeit Karls IV. wurde die Stadt von 1360 bis 1362 durch einen neuen Mauerring, die Hungermauer, erheblich erweitert. Einbezogen wurde dabei ein Gelände von der Hradschin-Stadt (Hradčany) über das zunächst frei stehende Kloster Strahov (Strahovský klášter) und die St. Laurentius-Kirche auf dem Petřín (Kostel svatého Vavřince na Petříně) bis zur Moldau. Auch ein großer Teil der Siedlung Újezd, eine der ältesten vor den alten Stadttoren der Kleinseite liegenden Ortschaften, fand so Aufnahme in die Stadtanlage Karls IV. Der neue Mauerring, der im Norden an den Hradschin angebunden wurde, erhielt zwei Tore, eines in der Nähe des Klosters Strahov und das zweite in der genannten älteren Siedlung (Újezdská brána). Jedoch entfaltete sich in der Kleinseite der Siedlungsprozess nicht in der erwarteten Weise, der überwiegende Teil der neugewonnenen städtischen Fläche blieb unbebaut und es kam stattdessen zur Anlage von Weinbergen auf den Hängen des Laurenziberges (Petřín). Diese sind auf kaiserlichen Befehl im Jahr 1358 hin auch auf den übrigen Hängen rings um die Stadt errichtet worden. Der östlich der Neustadt gelegene Stadtteil trägt heute noch den Namen (Královské) Vinohrady (Königliche Weinberge).
Auch innerhalb der neuen Stadtmauern der Kleinseite wurden die meisten Kirchen umgestaltet. Bereits um 1350 hatte die romanische Kirche St. Johannes der Täufer an der Bleiche (Kostel sv. Jana Křtitele na Prádle), Pfarrkirche der Siedlung Újezd, ein neues Langhaus erhalten. Um 1370 begann der Neubau der im 12. Jahrhundert gegründeten Johanniterordenskirche St. Maria unter der Kette (Kostel Panny Marie pod řetežem), jedoch konnten nur die mächtige Doppelturmfassade und die westliche Vorhalle zum Teil fertiggestellt werden. Im Jahr 1379 konnte auch die Kirche des Augustiner-Eremiten-Klosters St. Thomas (Kostel sv. Tomáše) vollendet werden. Außerdem wurde die Pfalz der Prager Bischöfe (Bývalý biskupský dvůr) umgebaut und erweitert. Ihr gegenüber lag das Sächsische Haus (Saský dům), das Karl IV. 1348 dem sächsischen Herzog Rudolf I. geschenkt hatte und das daraufhin bis 1408 zu einem gotischen Palast für die Prager Residenz der sächsischen Herzöge umgebaut wurde.

### Zwischen den Hussitenkriegen und dem Dreißigjährigen Krieg
In den Hussitenkriegen 1419/1420 musste die Stadt so starke Zerstörungen erleiden, dass sie praktisch nicht mehr existierte. Weitere Brandkatastrophen suchen die Stadt 1503 und 1541 (Stadtbrand in Prag 1541) zusammen mit der Burg heim. Mit dem Brandschutt wurde die Kampa-Insel erhöht und befestigt. Damit war jedoch im gesamten Gebiet der Kleinseite auch Platz für Adelspaläste im Renaissancestil. Am 26. Juli 1648 nahmen schwedische Truppen unter General Hans Christoph von Königsmarck bei der Belagerung von Prag (1648) die Kleinseite ein, wobei es zum Prager Kunstraub kam. Im und nach dem Dreißigjährigen Krieg wurden viele der bestehende Palais und nahezu alle Kirchen bereits barock umgestaltet oder neu errichtet.

#### Historische Ansichten

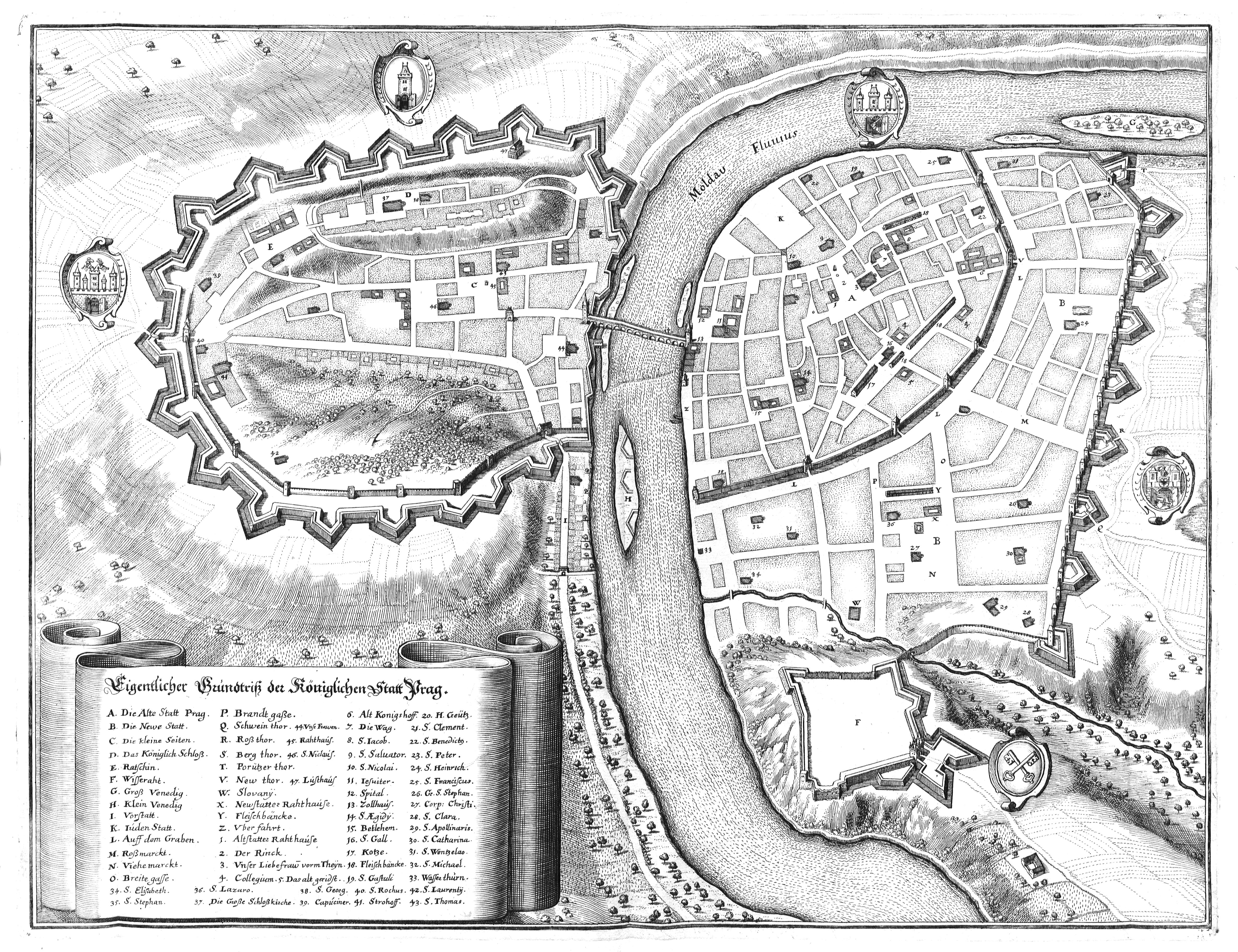
Prager Städte im 17. Jhd. (Merian)
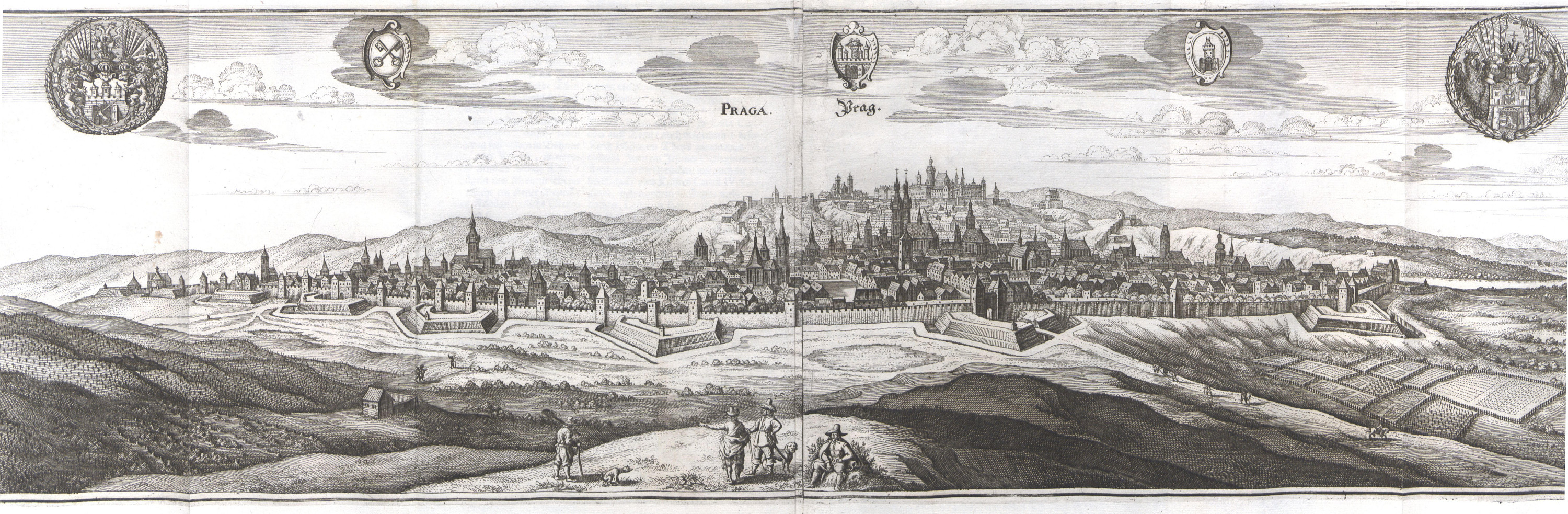
Prager Panorama (Merian)
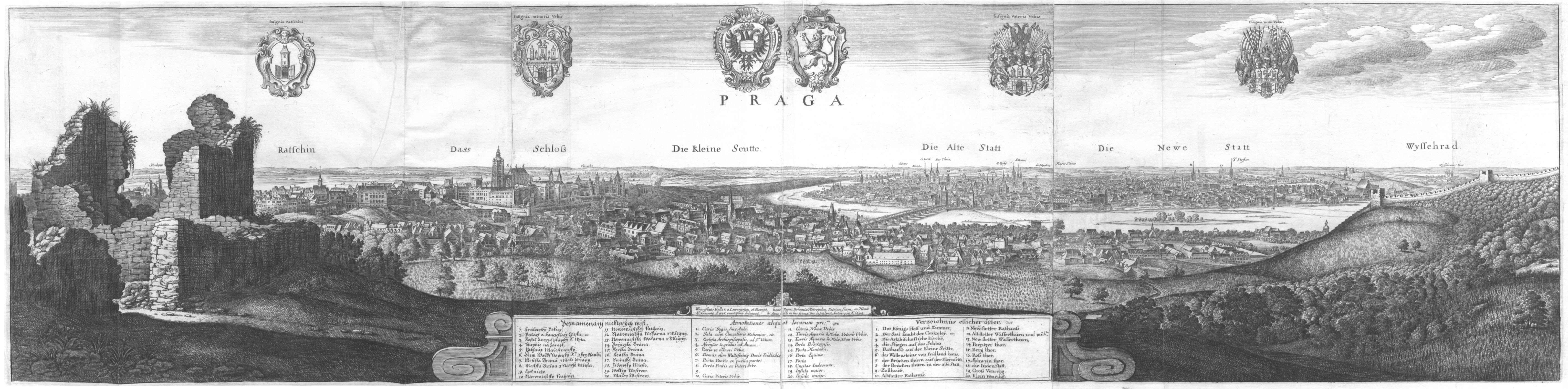
Ansicht der Prager Städte (Merian)
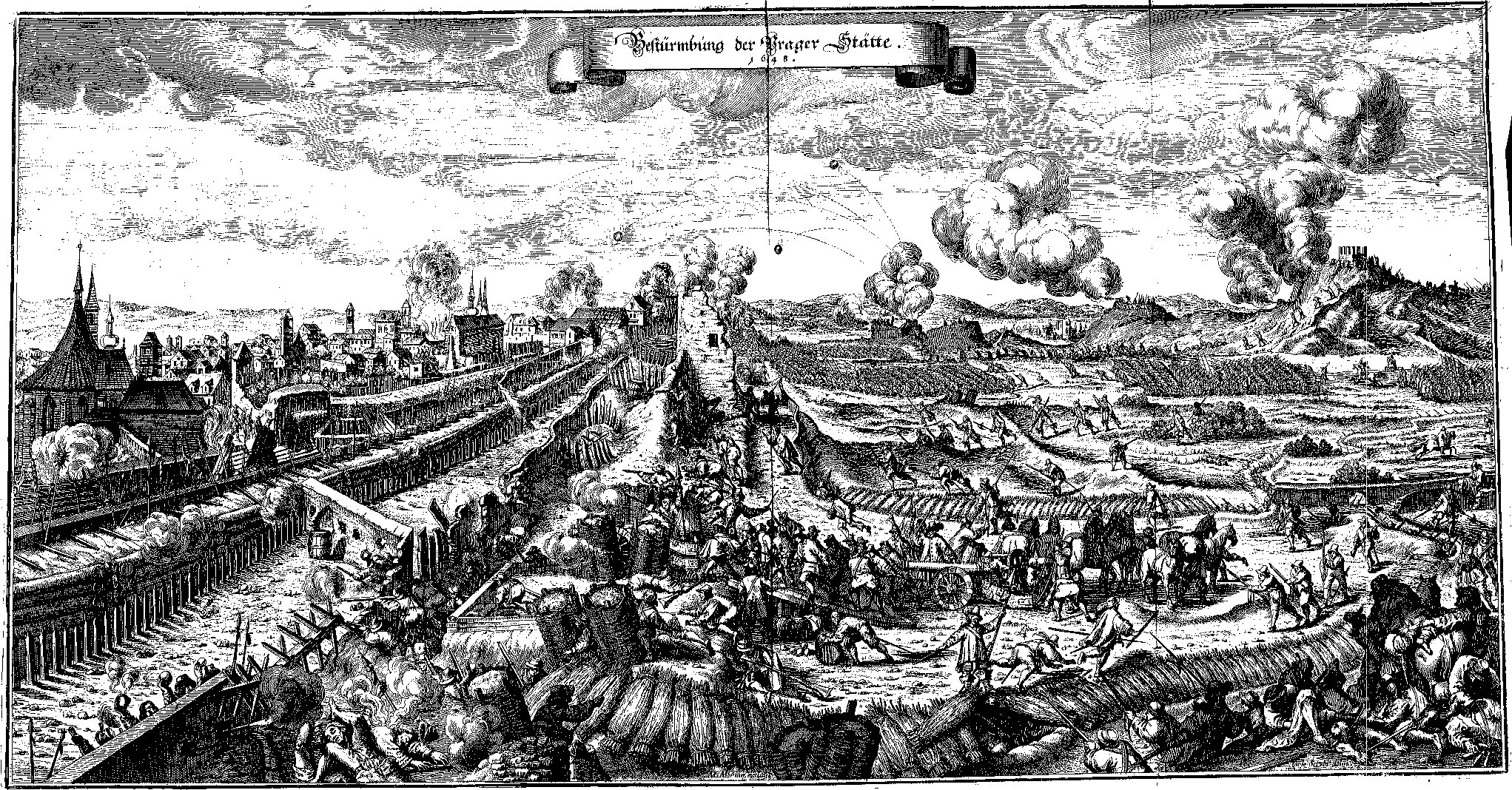
Bestürmung der Prager Städte 1648 (Merian)
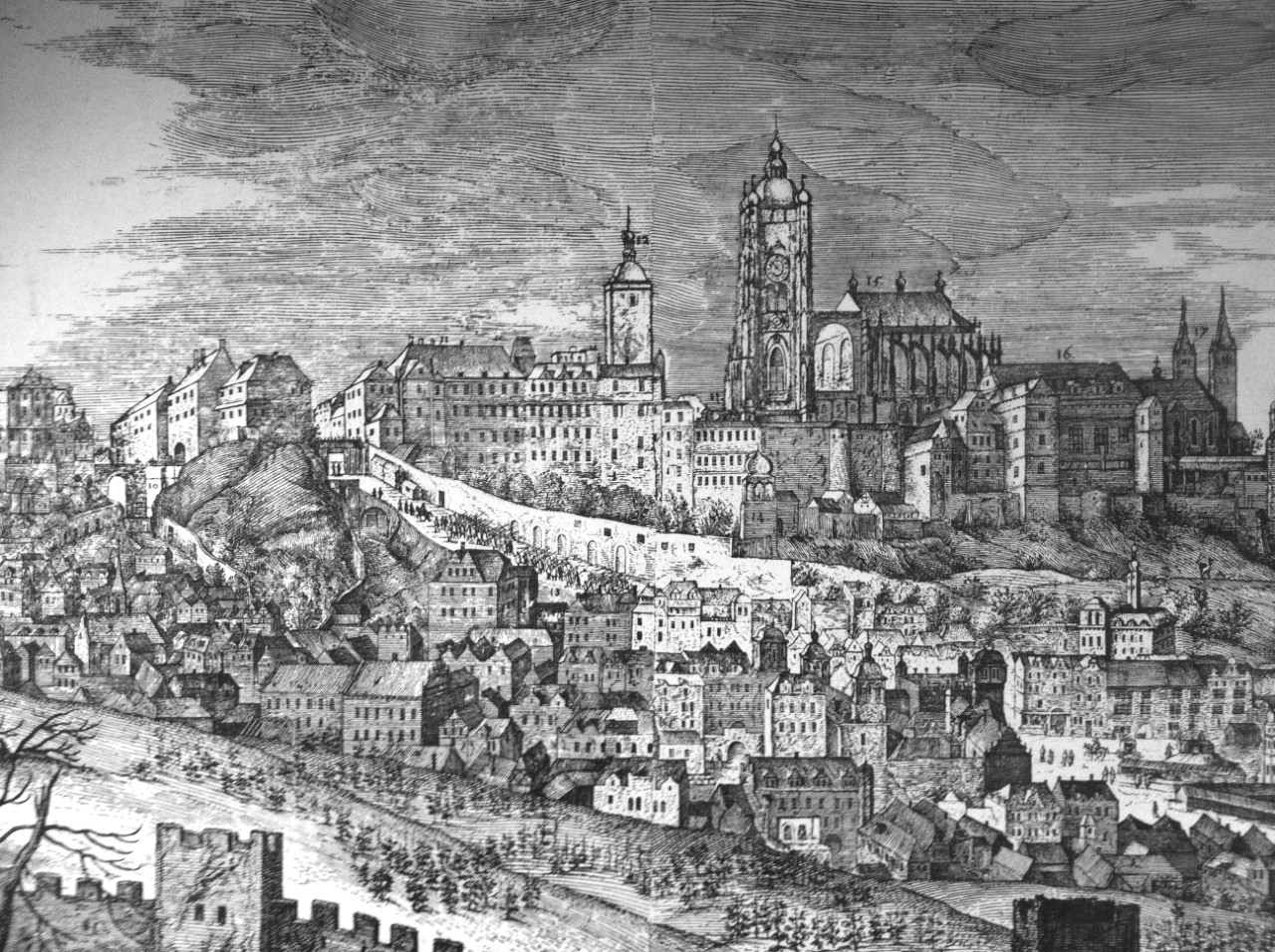
Philipp van der Bossche – Sadelerův prospekt Prahy (1606)
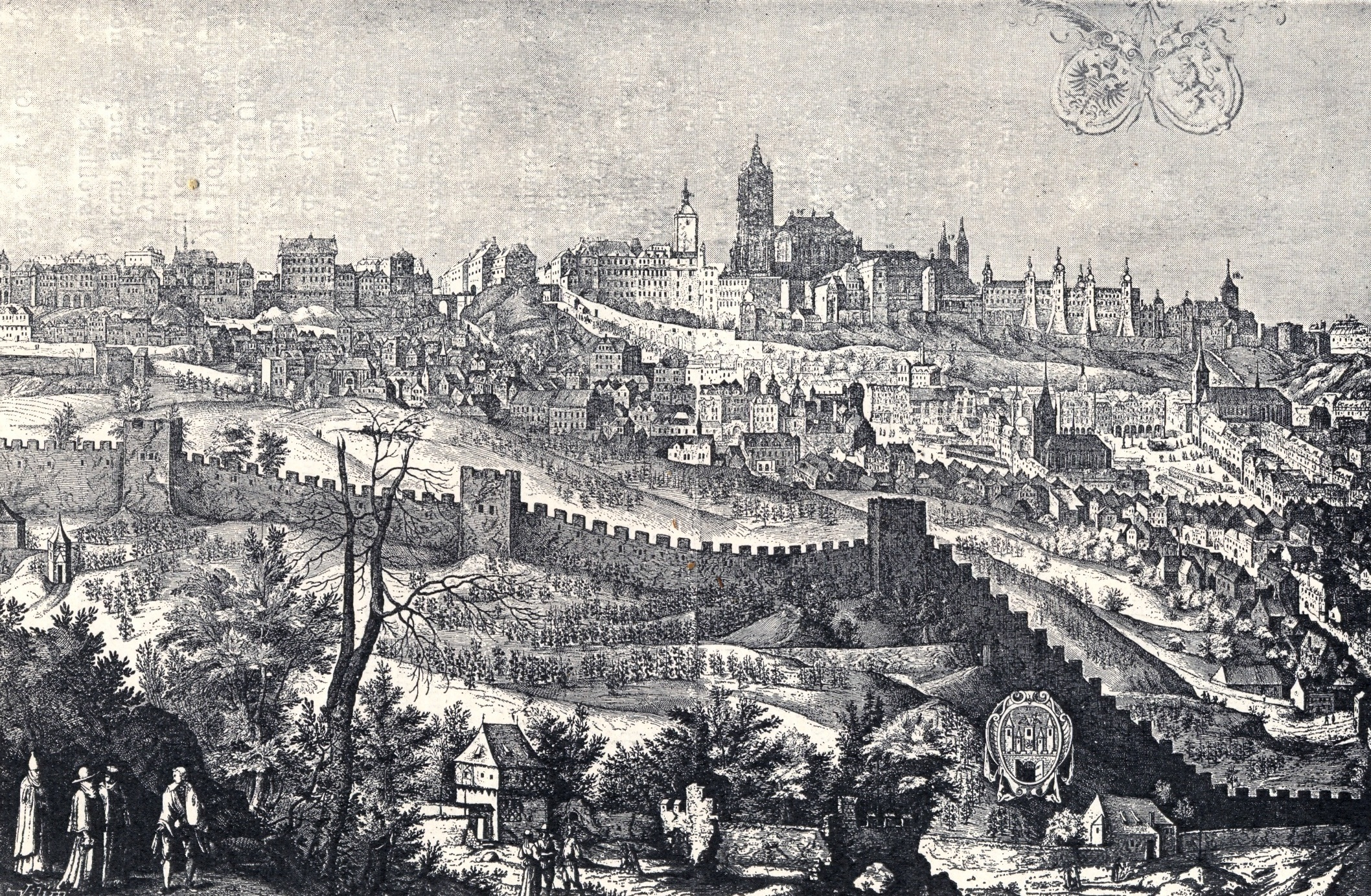
Aegidius Sadeler Prager Burg und Kleinseite 1607

Am 12. Februar 1784 wurde die Kleinseite mit der Altstadt, der Neustadt und dem Hradschin durch ein Dekret Josephs II. zur vereinten Stadt Prag zusammengeschlossen. Ab 1784 wurde außerdem die Kleinseitner Stadtmauer ein Teil der vereinigten Prager Stadtbefestigung.
1878 schrieb der Schriftsteller Jan Neruda die Kleinseitner Geschichten und setzte dem Stadtteil somit ein literarisches Denkmal. 1891 wurden anlässlich der Landes-Jubiläumsausstellung auf dem Petřín der Aussichtsturm sowie die Standseilbahn errichtet.
1991 hatte die Kleinseite 8411 Einwohner. Im Jahr 2001 bestand der Stadtteil aus 471 Wohnhäusern, in denen 6809 Menschen lebten.

## Sehenswürdigkeiten

### Kirchen
- St. Nikolaus
- St. Thomas
- St. Maria unter der Kette

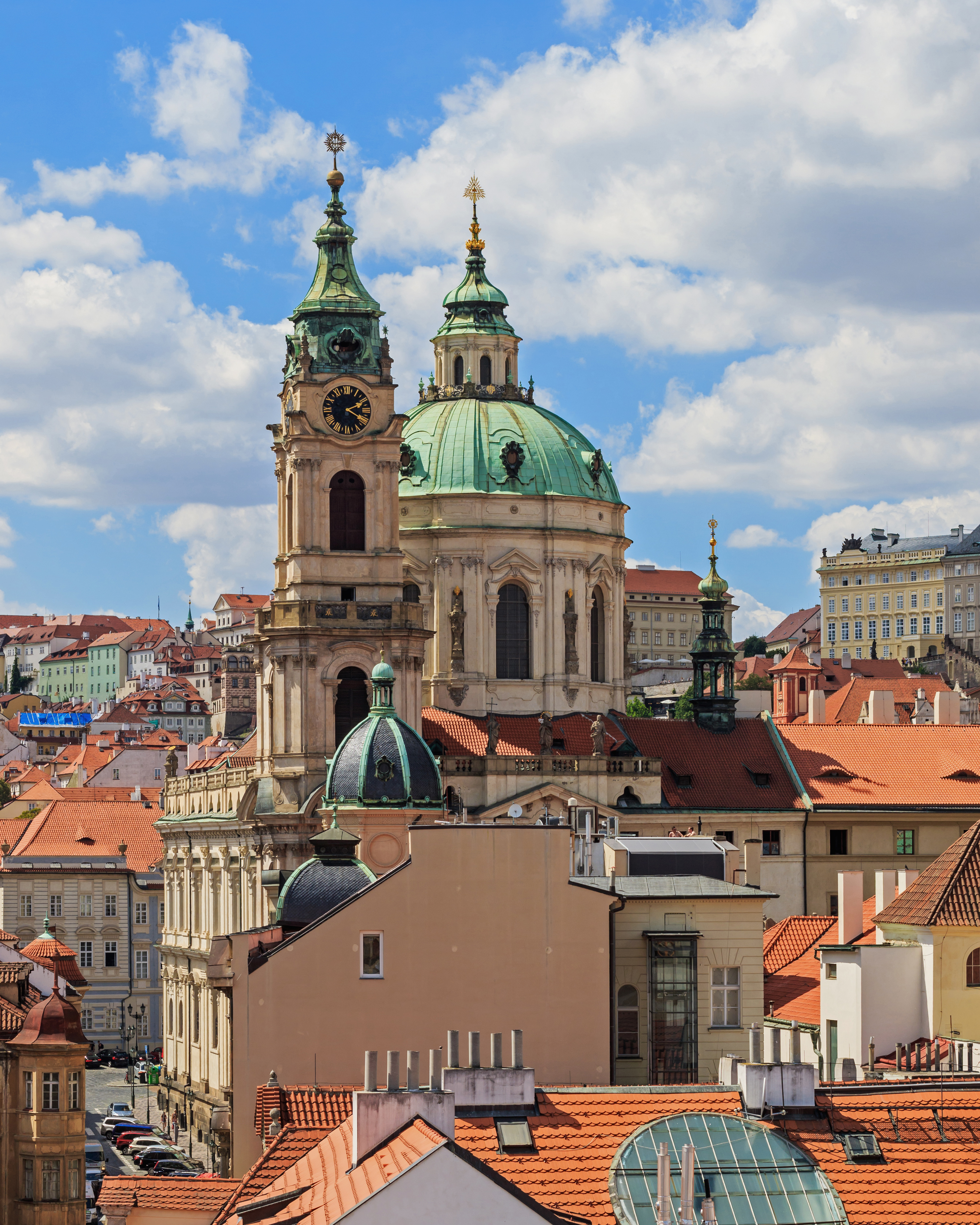
St. Nikolaus, von Osten gesehen

- St. Johannes der Täufer an der Bleiche
- St. Laurentius
- Maria vom Siege
- Kirche der Jungfrau Maria von der immerwährenden Hilfe: Das Kleinseitner Tor oder Strahover Tor stand auf der Höhe der Marienkirche der Kajetaner und wurde 1711 abgerissen. Bis 1717 entstand hier die Kirche der Jungfrau Maria von der immerwährenden Hilfe bei den Kajetanern (Kostel Panny Marie u Kajetánů) mit dem Grundriss eines griechischen Kreuzes.
- St.-Josephs-Kirche, Barockkirche des Karmelitinnenordens[2][3]

### Palais
- Palais Buquoy
- Erzbischöfliches Palais
- Palais Lobkowitz
- Palais Morzin (Rumänischen Botschaft)[4]
- Palais Nostitz
- Palais Schönborn
- Palais Thun
- Palais Vrtba
- Palais Waldstein
- Palais Auersperg[5]
- Palais Hartig (Akademie der musischen Künste in Prag)
- Palais Ledebur[6][7]
- Palais Liechtenstein am Moldauufer[8]
- Palais Liechtenstein (Musikakademie auf dem Kleinseitner Ring)[9]
- Palais Kaiserstein[10]
- Pálffy-Palais[11]

### Gärten und Grünflächen
- Vrtba-Garten
- Gärten der Prager Burg
- Hartigs Garten
- Insel Kampa
- Ledebur-Garten
- Pálffy-Gärten
- Petřín
- Vojanovy sady

### Prager Bischofshof
Die Pfalz der Prager Bischöfe (Biskupský dvůr) hat sich in Resten im Hof des Hauses Brückengasse 16 (Mostecká CN 47) „Zu den drei Glocken“ (U tři zvonů) erhalten. Noch heute steht hier der Torturm der gotischen Bischofspfalz. Bereits gegen Ende des 12. Jahrhunderts hatte der Bischof seinen Sitz zwischen Brückengasse (Mostecká), Josefsgasse (Josefská) und jetzigem Dražický-Platz (Dražického náměstí); vorher lag dieser in der Prager Burg an der Stelle der alten Propstei. Zwischen 1182 und 1196 wurde der Bischofssitz hierher verlegt. Die Pfalz bestand zu dieser Zeit wohl vor allem aus Holzbauten, doch haben sich in den Kellern auch Reste romanischer Steinbauten erhalten. Gegen 1263 wurde das Gelände im Zusammenhang mit der Gründung der Kleinseite stärker befestigt. Noch vor 1344 und damit auch vor Erhebung Prags zum Erzbistum erlebte es eine starke gotische Umgestaltung und wurde mit prunkvollen Gemälden und Plastiken ausgestattet.
Der ursprünglich gotische Turm im Hof trägt das Wappen der beiden Bauherren Bischof Johann IV. von Dražice (mit Rebenzweig) und Erzbischof Johann Očko von Wlašim. In den Hussitenkriegen 1419/1420 wurde die Pfalz zerstört und anschließend nicht wieder aufgebaut. Nach der Wiedereinsetzung des Erzbischofes residierte dieser seit 1562 im Erzbischöflichen Palais auf dem Hradschiner Platz (Hradčanské náměstí).

### Sächsisches Haus

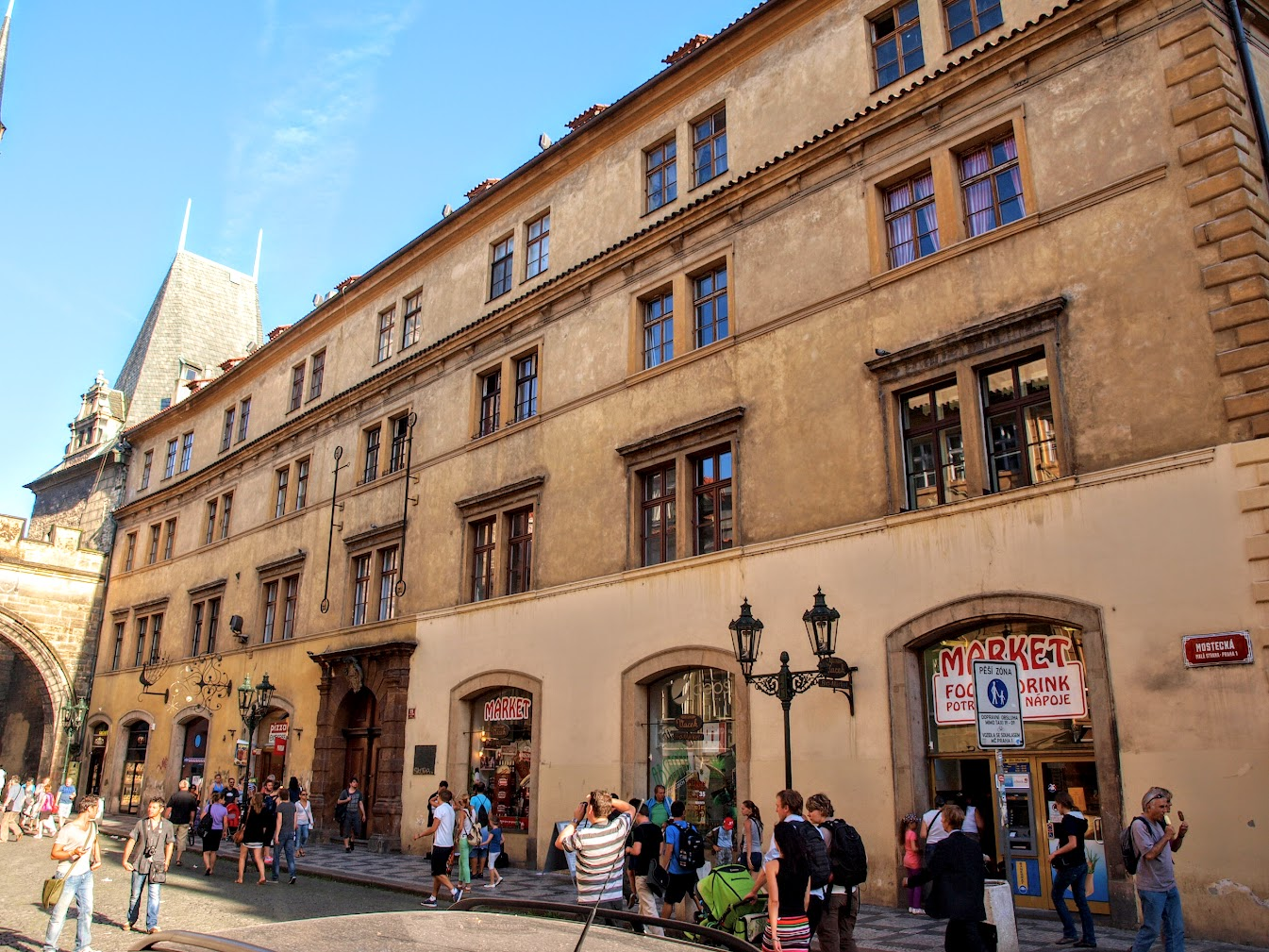
Sächsisches Haus

Gegenüber der Bischofspfalz steht das Sächsische Haus (Saský dům, Mostecká Nr. 3/CN 55). Auch dieses bildete zuvor einen großen, selbständigen Block als Teil der Kleinseitner Befestigung und diente unter dem Namen Welsches Haus als Handelszentrum und Wohnstadt der Fernhändler in der Art des Teynhofs. Es handelte sich um ein exterritoriales Gebiet, zu dem auch beide Kleinseitner Brückentürme als Besitz gehörten, die erst später durch Tausch an die Altstadt gelangten.
Karl IV. schenkte das Gebäude 1348 dem Herzog von Sachsen-Wittenberg, Rudolf I., der es zu einem gotischen Palast umbauen ließ. Von 1408 bis 1909 nutzen es die sächsische Herzögen als Prager Residenz. Im ersten Geschoss wurden bei einer Restaurierung in den 1960er Jahren spitzbogige Fenster entdeckt. Die Umfassungsmauern sind also noch gotisch und die Keller zeigen ebenfalls noch die ursprünglichen Gewölbe. Das heutige Erscheinungsbild entstammt weitgehend einem Renaissanceumbau wenige Jahre vor 1600, zu dem auch das Renaissanceportal gehört. Das Kleinseitner Wappen wurde erst wesentlich später, um 1780, hinzugefügt.

### Hungermauer (Hladová zeď)

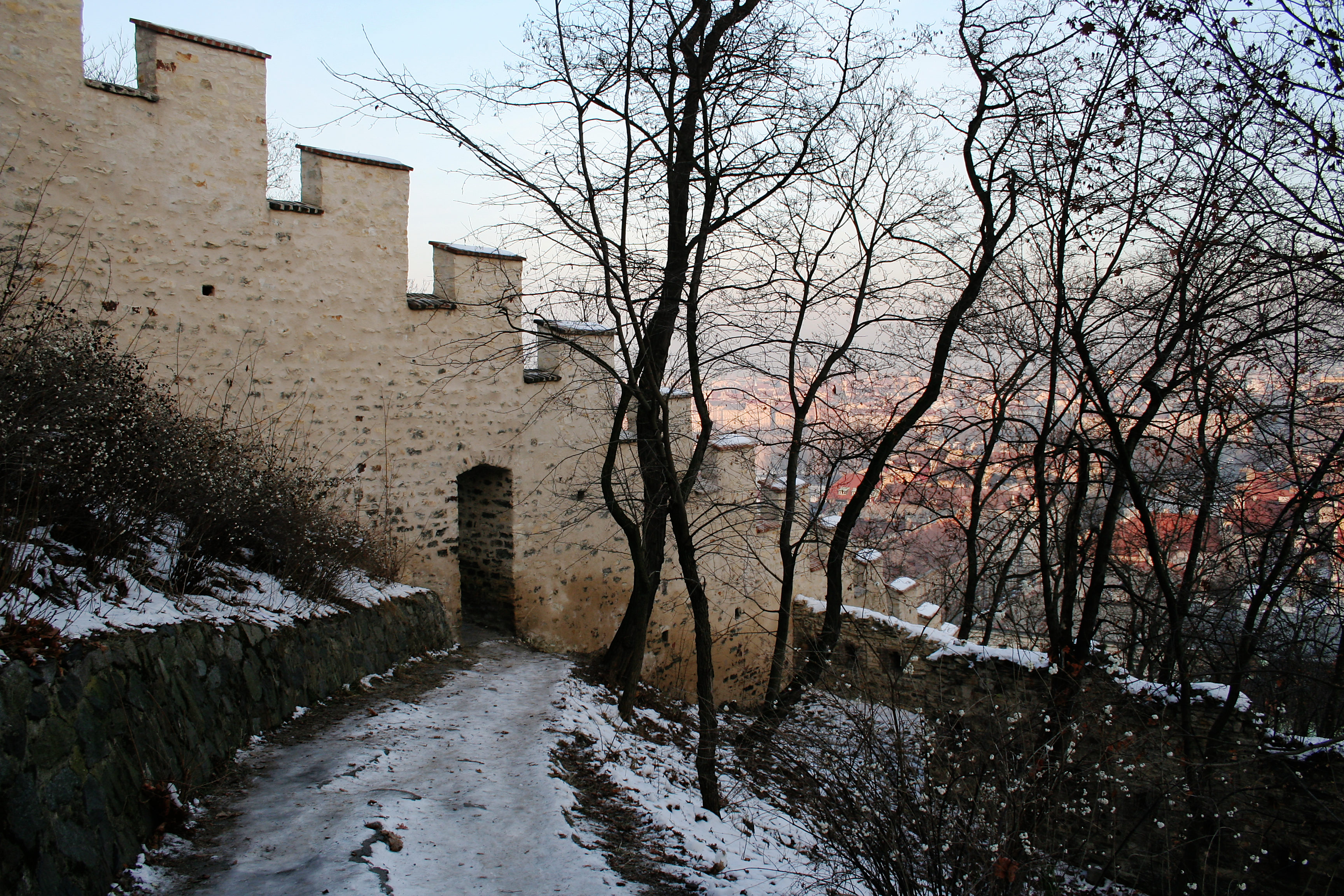
Die Hungermauer

In großer Entfernung zur alten Stadtmauer der Kleinseite wurde von 1360 bis 1362 eine neue sechs Meter hohe und zwei Meter breite Stadtbefestigung errichtet, von der große Teile bis heute erhalten blieben. Ihren Namen soll sie aufgrund einer am Ende der Bauzeit auftretenden Hungersnot erhalten haben. Möglicherweise sind die Bauarbeiten auch auf die große Zahl der nach Beendigung der Arbeiten an den Wohnbauten der Prager Neustadt und in der Burg Karlštejn freiwerdenden Arbeitskräfte zurückzuführen, die hier eine neue Beschäftigung fanden. Franz Kafka schrieb seine Erzählung „Beim Bau der Chinesischen Mauer“ in Anlehnung an die Hungermauer. In dieser Erzählung ist die chinesische Mauer ebenso etwas „Unzweckmäßiges“, sozusagen eine Beschäftigungstherapie für Arbeitslose.

### Aussichtsturm Petřín

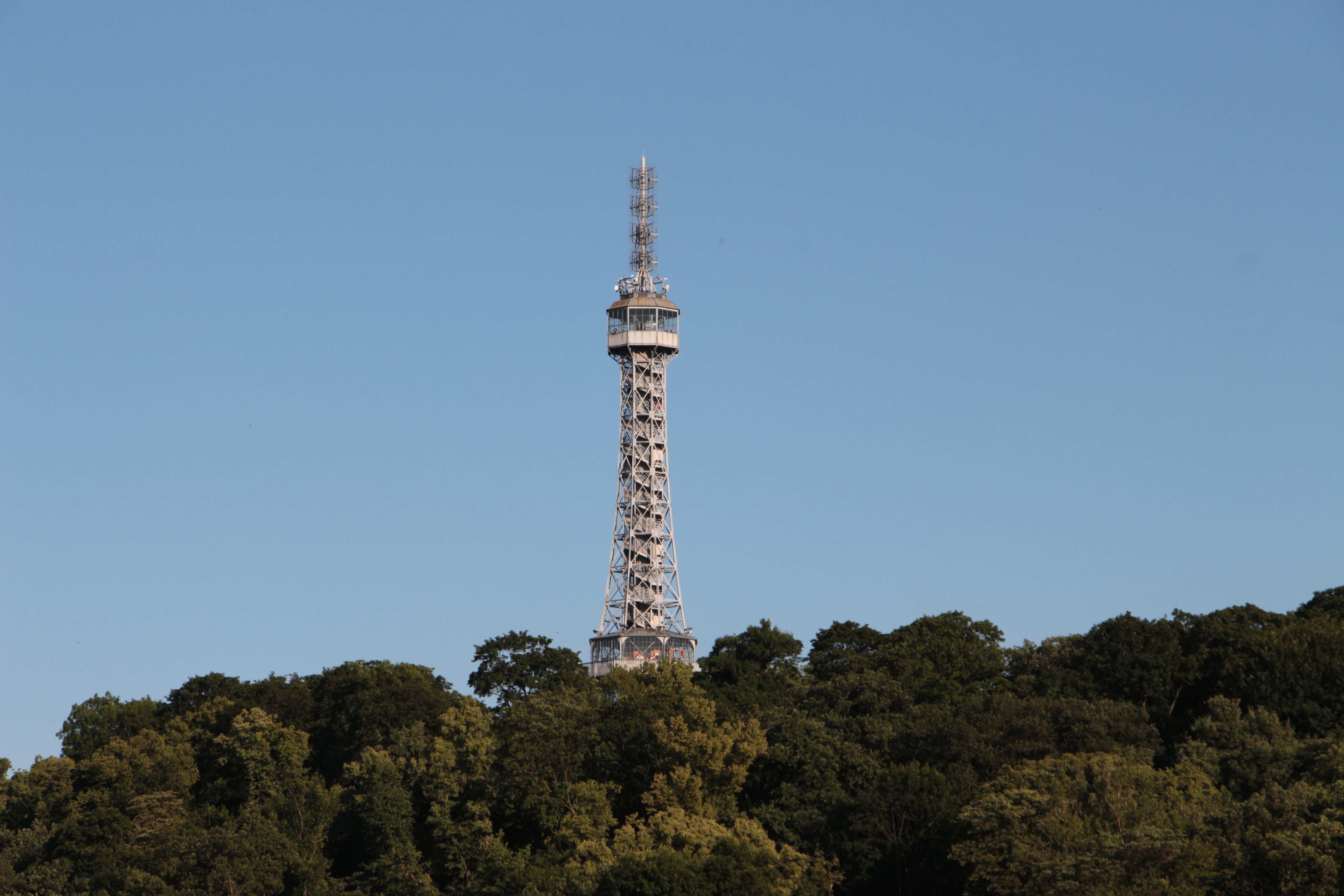
Aussichtsturm Petřín

Der Aussichtsturm Petřín (tschechisch Petřínská rozhledna) ist ein 60 Meter hoher, dem Eiffelturm nachempfundener Aussichts- und Sendeturm auf dem Berg Petřín, der 1891 errichtet wurde. Heute ist der Aussichtsturm eine vielbesuchte Touristenattraktion.

### Wendisches Seminar
Das 1724 gegründete Wendische Seminar (auch Lausitzer Seminar, tschechisch Lužický seminář) war bis 1922 Ausbildungsstätte für den größtenteils sorbischen katholischen Priesternachwuchs der Oberlausitz und dient heute als Sitz der Gesellschaft der Freunde der Lausitz (Společnost přátel Lužice), deren Bibliothek hier untergebracht ist, sowie als Landesvertretung des Freistaates Sachsen.

### Zum frühen und hohen Mittelalter
- Jarmila Čiháková, Jaroslav Dobrý: Dendrochronologische Bearbeitung der Hölzer aus den archäologischen Untersuchungen des Prager Suburbiums. In: Lumír Poláček, Jitka Dvorská (Hrsg.): Probleme der mitteleuropäischen Dendrochronologie und naturwissenschaftliche Beiträge zur Talaue der March. Internationale Tagungen Mikulčice 5, Brno 1999, S. 39–54.
- Jarmila Čiháková, Zdenek Dragoun: Nástin vývoje podhradí Pražského hradu do poloviny 13. století. (Abriss der Entwicklung des Suburbiums der Prager Burg bis zur Mitte des 13. Jahrhunderts.) In: Archeologické Rozhledy 49, 1997, S. 56–64.
- Jarmila Čihákova, Jan Zavřel: Das Itinerar Ibrahim Ibn Jakubs und die neuen archäologischen Entdeckungen auf der Kleinseite. In: Petr Charvát, Jiří Prosecký (Hrsg.): Ibrahim ibn Ya’qub at-Turtushi. Christianaty, Islam and Judaism meet in East-Central Europe c. 800–1300 A.D. Praha 1996, S. 65–71.

### Vom Spätmittelalter bis zur Gegenwart und zu den Baudenkmalen
- Knaurs Kulturführer Tschechische Republik. München 1993, ISBN 3-426-26609-1.
- Umělecké památky Prahy 3. Malá Strana, Praha 1999, ISBN 80-200-0771-7.
- Maria-Anna Edlbacher: Palastbauten in Wien und in Prag, 2. Hälfte 17., erste Hälfte 18. Jahrhundert – Eine Vergleichsstudie Wien 2009